# مودستا اوکا
مودستا اوکا (انگلیسی: Modesta Uka؛ زادهٔ ۲۳ مهٔ ۱۹۹۹) بازیکن فوتبال اهل کوزوو است.
وی همچنین در تیم ملی فوتبال Kosovo بازی کرده‌است.